# Floß
Als Floß (Pl.: Flöße) bezeichnet man ein einfaches Wasserfahrzeug zur Beförderung von Lebewesen oder Material.
Das Floß besitzt keinen Rumpf und wird beim Flößen meist durch die Strömung angetrieben. Üblicherweise haben vor allem auf großen Binnengewässern eingesetzte Flöße die Form einer Platte ohne nennenswerte Aufbauten. Lokal kommt beim Floßbau Holz (wie Balsaholz) in Form ganzer Stämme, Binsen, Schilf oder Hohlkörper (z. B. Fässer) zum Einsatz.
Eventuell vorhandene Antriebe an Bord eines Floßes (Paddel, Riemen, Motoren, Segel, Staken usw.) dienen meist nur dazu, es in der Strömung zu steuern oder zu halten, und nur selten dazu, das Floß voranzutreiben. Zweck eines Floßes kann es sein, gefällte Baumstämme geordnet zu transportieren.

## Geschichte

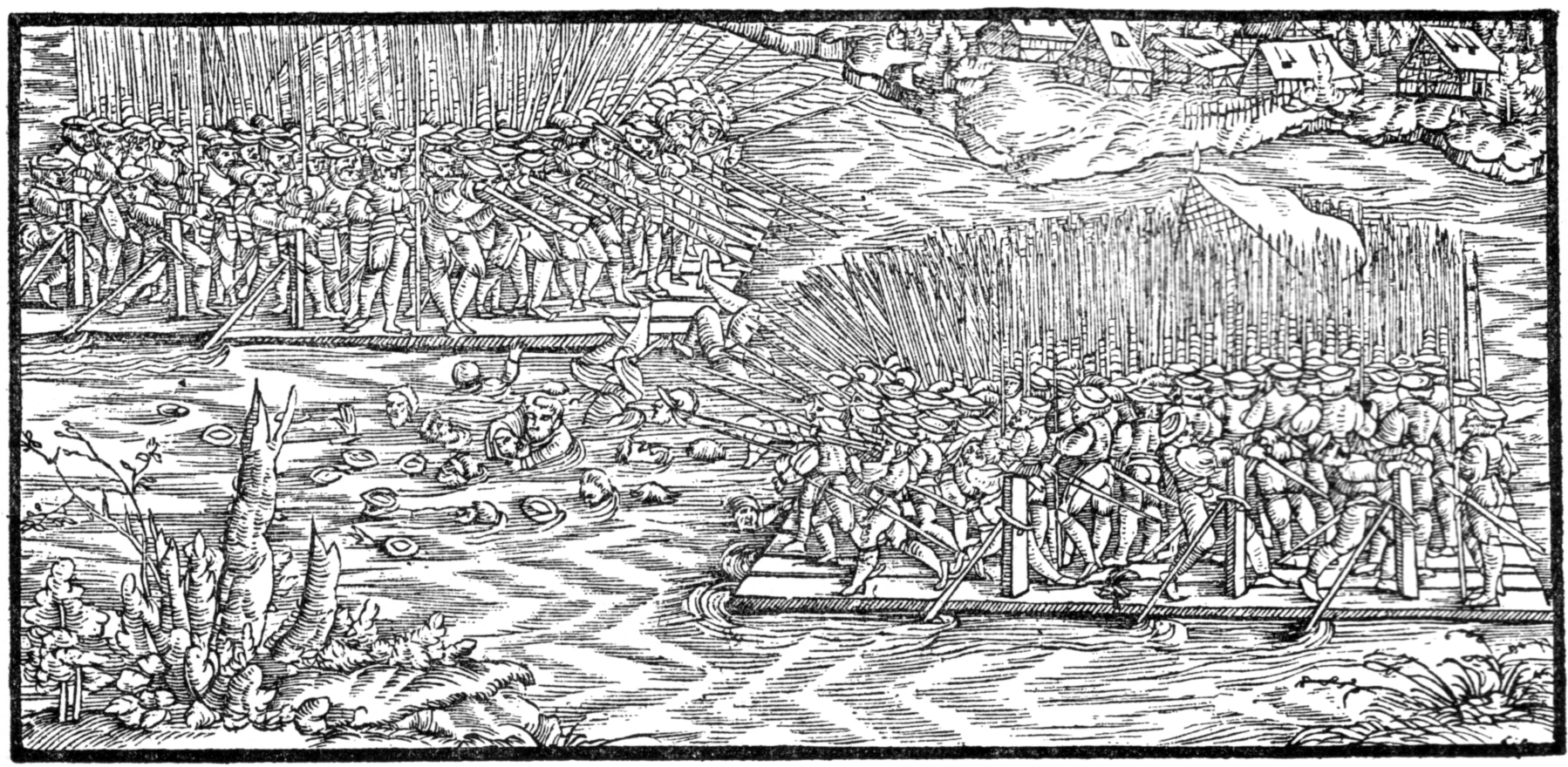
Seeschlacht bei Männedorf aus der Stumpf-Chronik, 1548

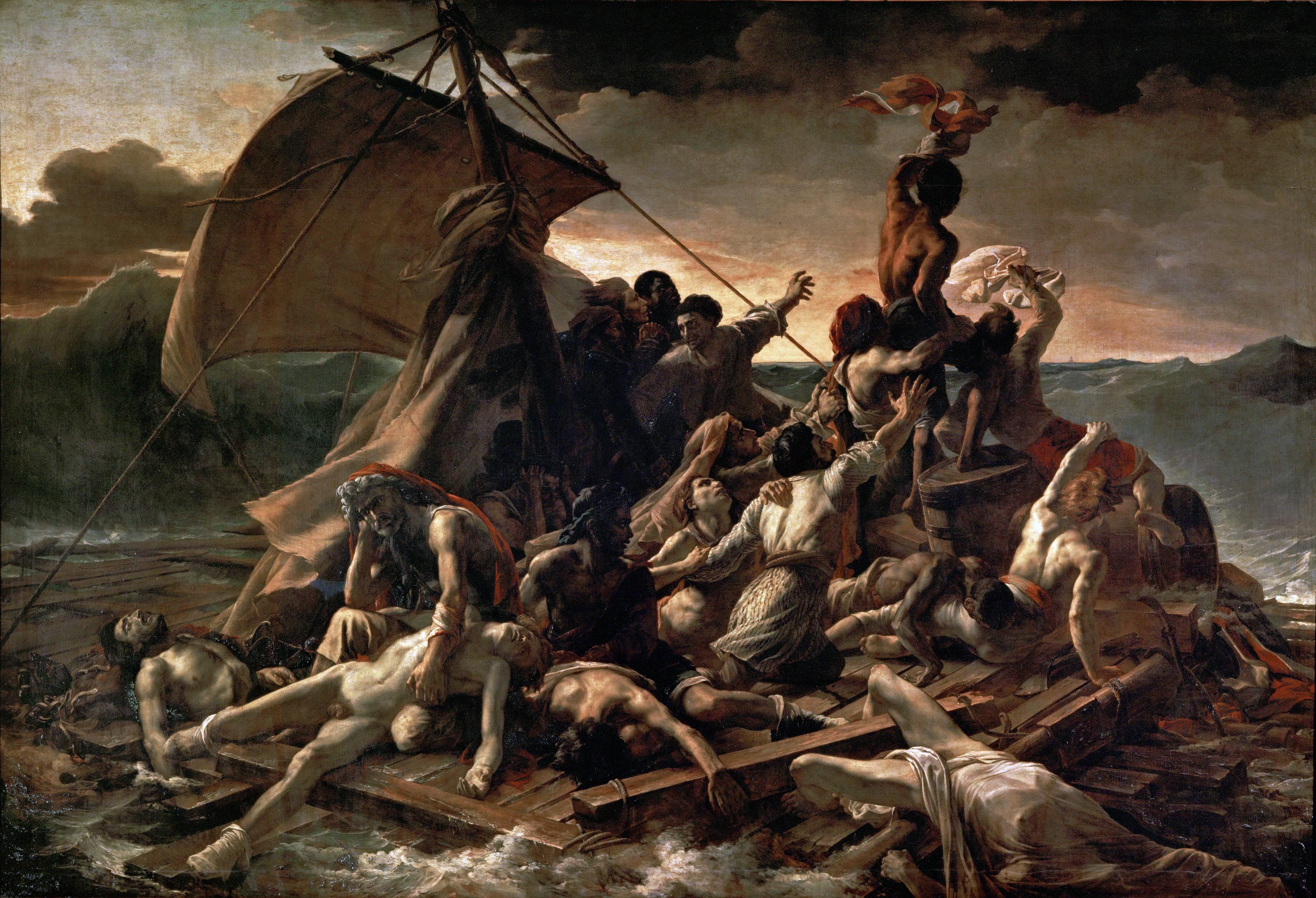
Das Floß der Medusa, Gemälde von Théodore Géricault

Ältere Flöße sind kaum zu finden. Ein wikingerzeitliches Floß fand man auf dem Elisenhof bei Tönning im Kreis Nordfriesland in Schleswig-Holstein. Das berühmteste Floß der Weltgeschichte ist jenes, das aus Teilen der Fregatte La Méduse gebaut wurde. Sie war 1816 vor der Küste Senegals gesunken. Die Abschleppseile zwischen den von Privilegierten besetzten Rettungsbooten und dem 8 × 15 Meter großen Floß wurden gekappt. Von den 149 Menschen auf dem Floß überlebten nur 15. Das Ereignis führte zu einem großen politischen Skandal und beeinflusste Théodore Géricault bei seinem berühmten Gemälde Das Floß der Medusa.
1445 setzten die Schwyzer zwei abgedachte mit 400 bis 600 Mann besetzte Kampfflöße genannt Kiel und Gans gegen die im Bündnis mit Zürich und Österreich stehende Stadt Rapperswil ein. Das größte Floß war mit einer hölzerne Kugeln verschießenden Kanone und Büchsen versehen. Die Zürcher ihrerseits setzten dem eigene Flöße entgegen. Das 800 Mann tragende Zürcher Kampfloß Bär hatte eine Länge von 120 Fuß und war ebenfalls mit einer Kanone und Büchsenständen ausgestattet. In der siebenstündigen Seeschlacht vor Männedorf am 29. Oktober 1445 wurden auf beiden Seiten die mit Infanterie besetzten Großflöße neben Schiffen eingesetzt.

## Südamerikanisches Floß

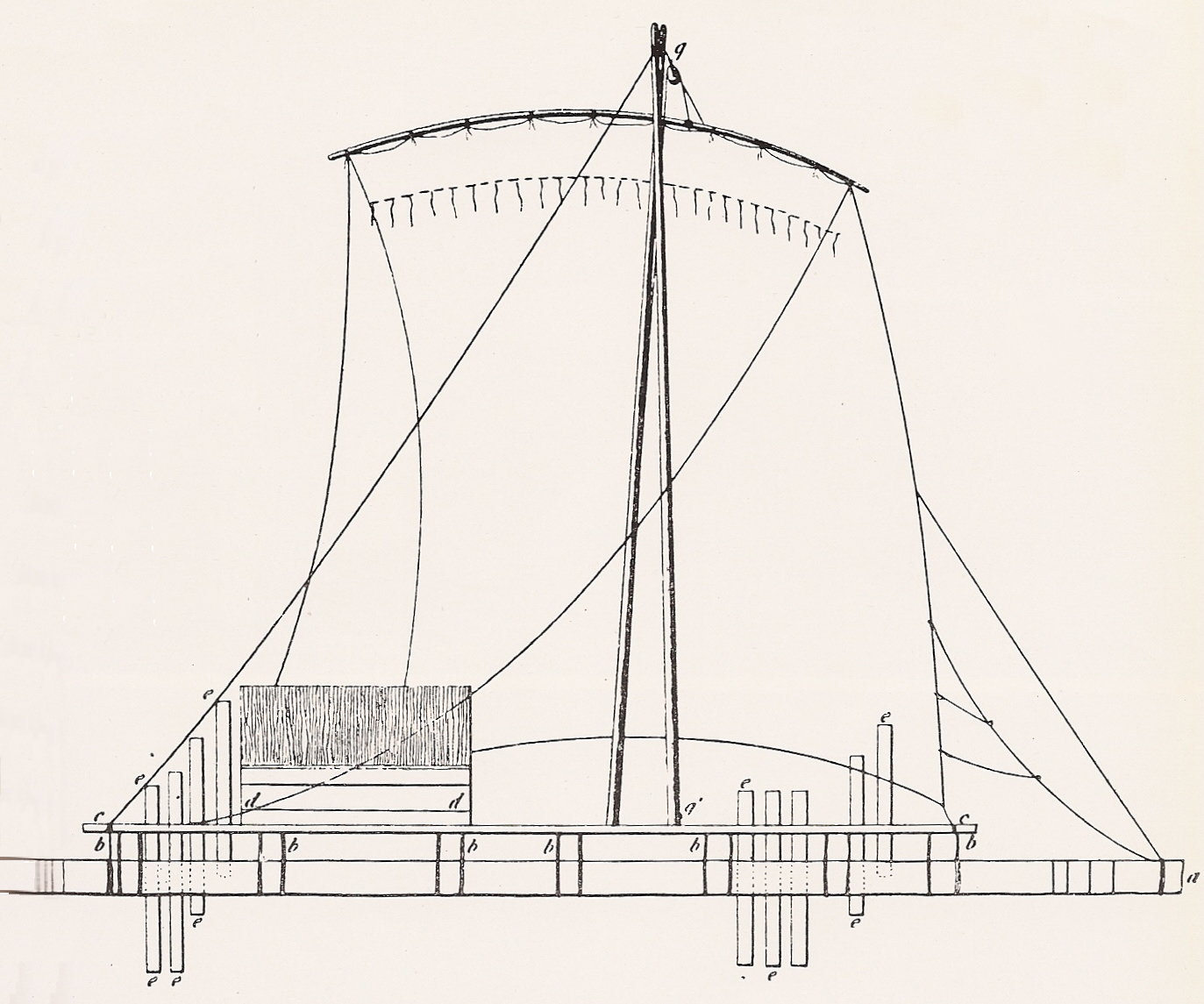
Eine Skizze von F.E. Paris (1841) zeigt eine Konstruktion eines Balsa-Floßes mit gesenkten und gehobenen Guaras.

Ein peruanisches Floß unterscheidet sich in vielerlei Hinsicht von dem, was Europäer unter einem Floß verstehen.
Die Küstenindianer Perus verwendeten Flöße für den Transport schwerer Lasten über weite Strecken auf dem Meer. Waren bis zu einem Gewicht von 30 Tonnen und bis zu 20 Seeleute sowie deren Verpflegung konnten die gesamte Küste Perus – rund 2500 Kilometer – und mindestens bis nach Nordecuador befördert werden. Die Länge eines Floßes betrug bis zu 30 Meter, die Breite bis zu 10 Meter.
Baumaterial ist frisch geschlagenes Balsaholz, der Saft im Baumstamm verhindert das Eindringen von Seewasser und hält es so ca. zwei Jahre schwimmfähig. Ein Floß besteht in der Regel aus fünf, sieben, neun oder elf Baumstämmen, in der Mitte der längste, nach außen immer kürzer werdend. Zusätzlich sind sie abgeschrägt um den Wasserwiderstand zu verringern. Die Stämme werden durch Querbalken zusammengehalten. In eingekerbten Ringen um das Holz verlaufen die Taue, die sie verbinden. Auf dem Schwimmkörper befindet sich eine erhöhte Plattform, die eine bedeckte Hütte mit einem oder mehreren Räumen trägt. Am Ende des Floßes ist eine offene Feuerstelle.
Zur Fortbewegung und Steuerung dienen ein Zweibeinmast mit Segel und Takelage, sowie bis zu neun Guaras (Steckschwerter). Das richtige Zusammenspiel von Segel und Guaras ermöglicht alle Schiffsmanöver, einschließlich das Kreuzen gegen den Wind.
Noch bis 1900 gab es in Peru wichtige Balsafloßhäfen. 1947 gelang es Thor Heyerdahl, mit einem nachgebauten Floß dieser Bauart, der Kon-Tiki, den Pazifik zu überqueren.
Ein Floß mit Besegelung und zusätzlich einem absenkbaren Schwert ist auch die Jangada, ein hochseetüchtiger Fahrzeugtyp von Fischern in Nordost-Brasilien.

## Wissenschaft

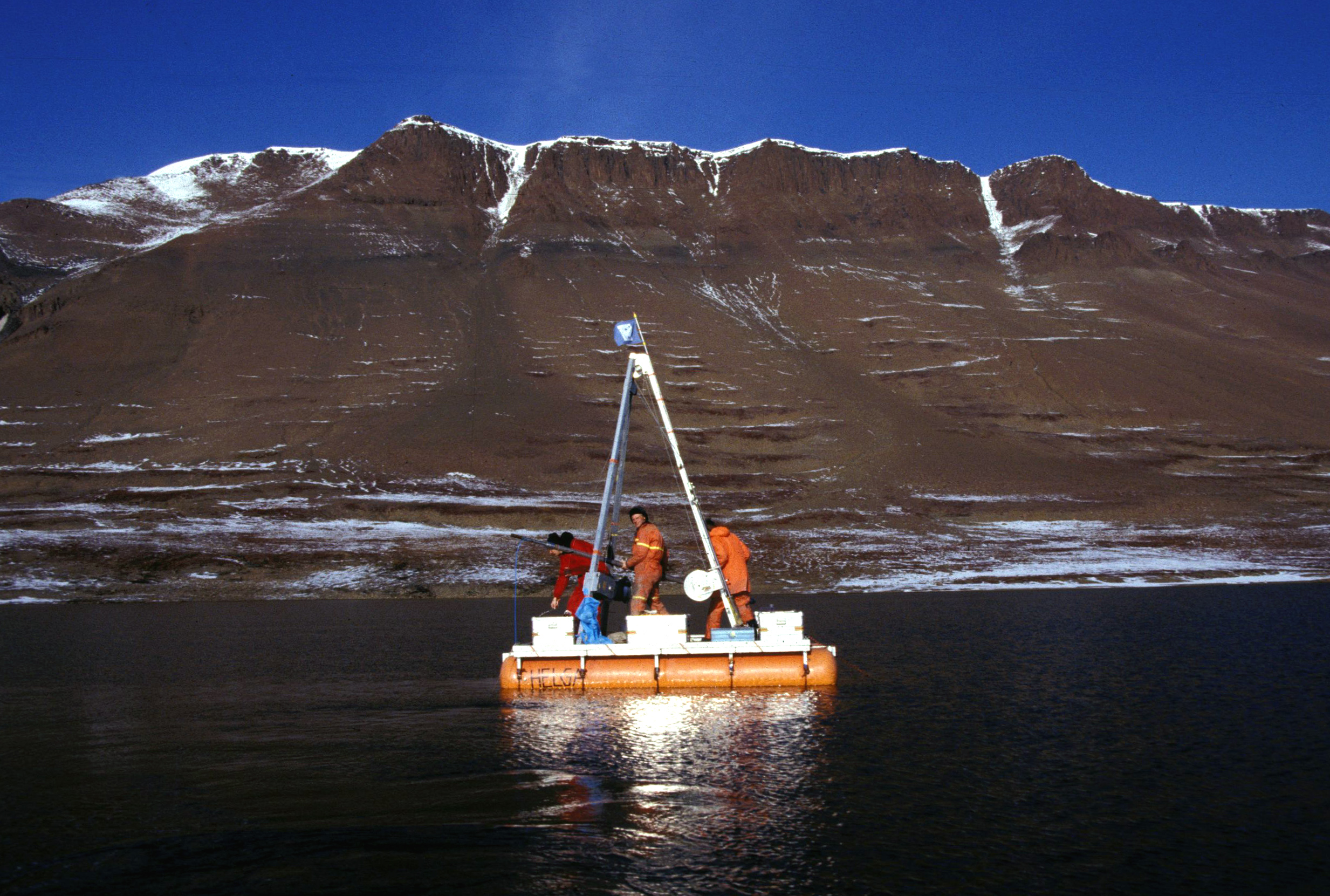
Floß zur Gewinnung geologischer Proben, See in Grönland

Dass man mit Flößen auch größte Entfernungen auf hoher See überwinden kann, bewies 1947 Thor Heyerdahl, der mit dem besegelten Floß Kon-Tiki aus Balsabaumholz in einer dreimonatigen Fahrt von Callao in Peru 7800 Kilometer über den Pazifik trieb und segelte. Heyerdahl erreichte nach drei Monaten das Raroia-Atoll östlich von Tahiti und bewies damit seine These, dass eine prähistorische Besiedlung der Südseeinseln von Amerika aus möglich gewesen wäre. (Genetische Untersuchungen zeigen aber inzwischen, dass die Besiedlung von Asien aus erfolgte.)
Heyerdahl ist Wiederentdecker der vergessenen Kunst, ein Floß perfekt steuern zu können. Nur Küstenindianer Südamerikas haben diese Technik entwickelt, in Europa ist diese Art der Steuerung unbekannt. Mit Hilfe von Segeln und Guaras (Steckschwertern) ist es möglich, sämtliche Richtungs- und Wendemanöver auszuführen und auch gegen den Wind zu kreuzen (vor Ecuador 1953).

## Freizeit

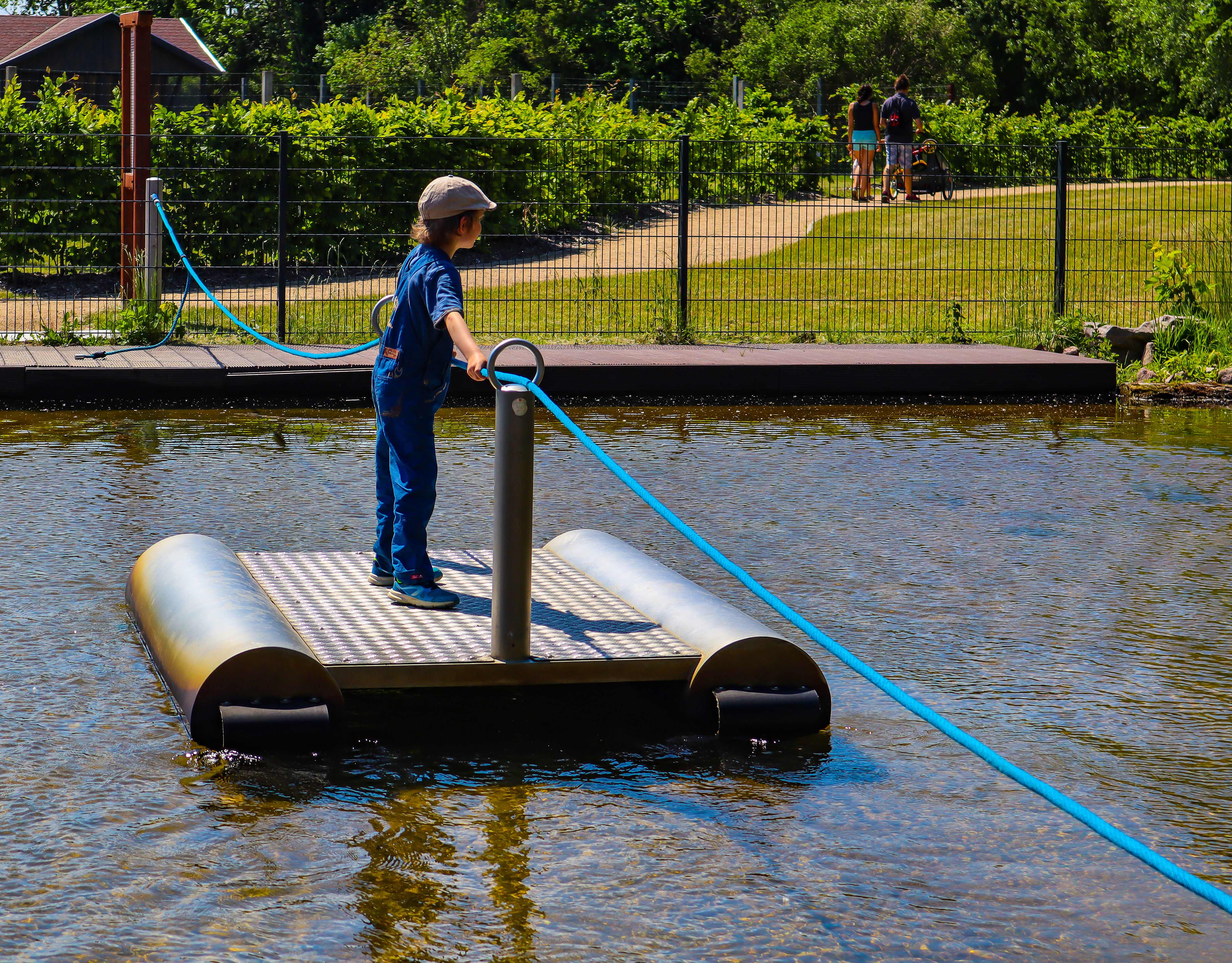
Spielfloß in Paaren im Glien, Brandenburg

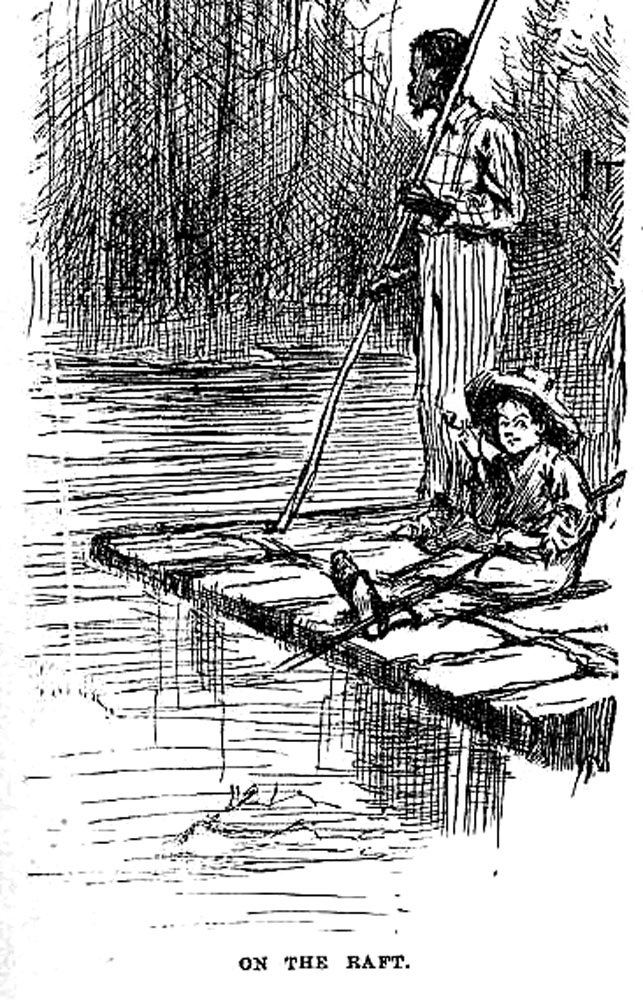
Huckleberry Finn und Jim auf dem Floß. Illustration der Ausgabe von 1884.

In Europa werden Flöße seit dem Ende der gewerblichen Holzbeförderung lediglich im Tourismus verwendet. Die bekannteste deutsche Floßstrecke in diesem Zusammenhang führt von Wolfratshausen auf der Isar zum Floßkanal in München-Thalkirchen. Für diesen Zweck werden die Flöße mit Musikkapelle, Sitzgelegenheiten, Bewirtungsmöglichkeit mit Bier und Brotzeit und einer einfachen Bordtoilette ausgestattet.
Die heute wohl bekannteste und häufig genutzte Form des Floßes ist das Raft, mit dem man sich einen Wildwasserfluss hinabstürzt.
Um ein einfaches Floß zu bauen, benutzt man dicke Stämme für den Auftrieb und dünne Hölzer zur Stabilisierung. Mit Leinen verbindet man die Hölzer miteinander. Bester Knoten zum Verbinden ist der Webeleinenstek.
Das Bauen von Flößen wird im Rahmen von Teamentwicklungen und Outdoor-Trainings benutzt, um gruppendynamische Prozesse anzuregen. In vielen Seen dienen Badeflöße als Spielgerät und Ruhemöglichkeit.

## Ortsbezeichnungen
In Graz gibt es nahe dem rechten Ufer der Mur die Floßlendstraße und den anschließenden Floßlendplatz. In Hennef heißt eine Adresse quer zum Siegzufluss Bröl Am Floß. In Mainz liegt eine Floßstraße ohne ein nahes Gewässer.
Verschiedene flussnahe Gasthäuser nennen sich Zum Flößer oder ähnlich.